# Андрияхи
Андрияхи — деревня в Кикнурском районе Кировской области.

## География
Находится на расстоянии примерно 27 км по прямой на север от райцентра поселка  Кикнур.

## История
Известна с 1891 года как Андреяхин (Вятская губерния, Яранский уезд, Шешургская волость, Мирянгское общество), в 1905 году отмечено в починке Андреяхинский дворов 26 и жителей 165, в 1926 35 и 200, в 1950 (уже деревня Андреяхи) 27 и 103, в 1989 году 9 жителей. Нынешнее название закрепилось с 1939 года. В период 2006-2014 годов входила в Кокшагское сельское поселение. С 2014 по январь 2020 года входила в Кикнурское сельское поселение до его упразднения. 

## Население
Постоянное население  составляло 4 человека (русские 100%) в 2002 году, 2 в 2010.